# Caenocephus lunulatus
Caenocephus lunulatus är en stekelart som först beskrevs av Gabriel Strobl 1895.  Caenocephus lunulatus ingår i släktet Caenocephus, och familjen halmsteklar. Arten har ej påträffats i Sverige.